# مونتيميزولا
مونتيميزولا (بالإيطالية: Montemesola)‏ هي بلدية في مقاطعة تارانتو في إقليم بوليا الإيطالي.

## السكان
في سنة 1861 بلغ عدد السكان 1٬909 نسمة، وتطور العدد ليصل في سنة 2011 لـ 4٬088 نسمة.
يظهر هذا المخطط البياني تطور النمو السكاني لـ مونتيميزولا